# 源正寺 (調布市)
源正寺（げんしょうじ）は、東京都調布市にある臨済宗建長寺派の寺院。

## 歴史
1537年（天文6年）、太田盛久の開基である。盛久は太田道灌の弟資忠の子孫であるという。「源正寺」という寺号は、盛久の戒名「源正高善居士」が由来である。以降、盛久の末裔である太田家の菩提寺となっている。
当寺の宗派は臨済宗建長寺派であるが、かつては浄土真宗の宗祖親鸞作の「阿弥陀如来の像画」があった。しかし1949年（昭和24年）の火災で失われてしまった。1955年（昭和30年）に再建された。
昭和期の終戦後に戦争孤児の施設が設けられ、後に旧甲州街道沿いに京王調布幼稚園が設置されていた。

## 交通アクセス
- 路線バス下石原一丁目停留所より徒歩2分。